# آل فخرو

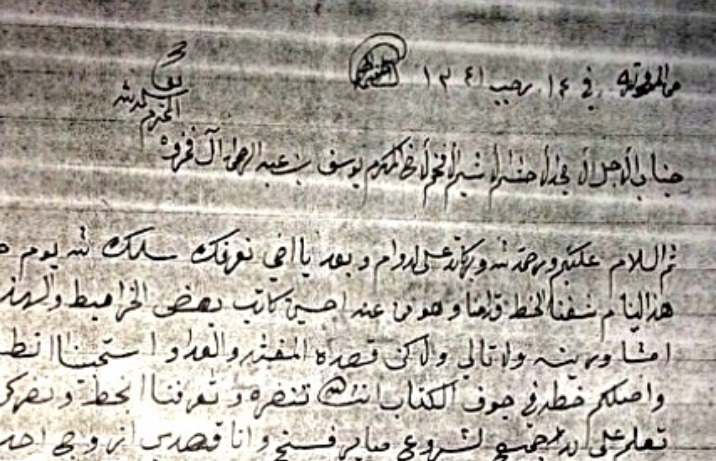
وثيقة كتبت عام 1923م، وقد كتب فيها: جناب الأجل الأمجد صاحب الشيم الأفخم الأخ المكرم يوسف بن عبدالرحمن آل فخروه المحترم.

قبيلة آل فخرو التميمية، عرفوا أيضاً بـ آل فخروه حيث تحور الاسم إلى فخروه نسبةً إلى جدهم فاخر، القبيلة العربية ذات العراقة التي كانت وما قبل الإسلام مساكنها من وسط الجزيرة العربية إلى شرقها. وقد عرفوا باسم آل فخرو تماشياً مع لهجة عبد القيس والتي لا تزال سائدة لهجتها بين كثير من أهالي الخليج في شرقه وغربه.

## أماكن وتوزيع آل فخرو

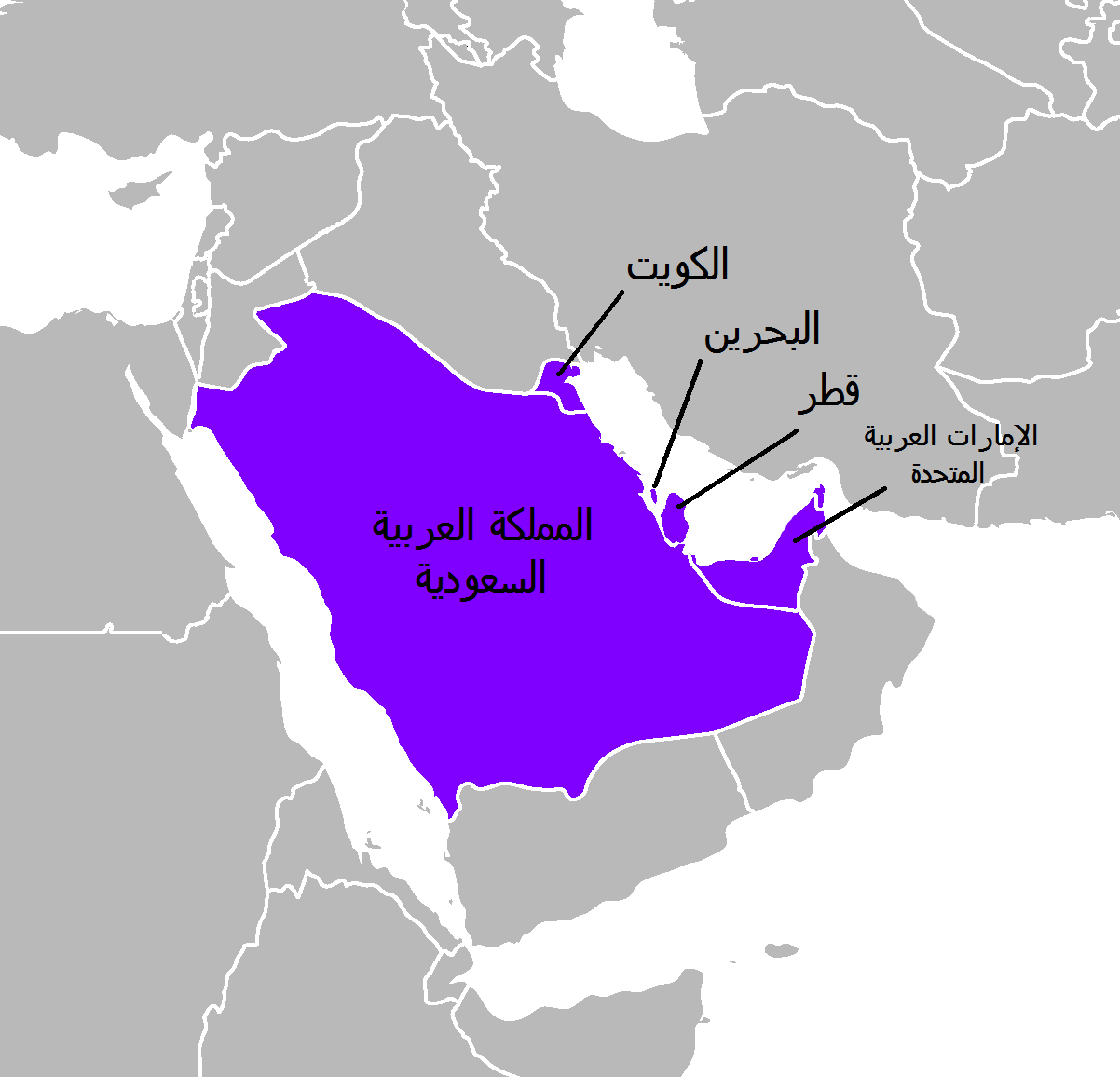
خارطة تبين المناطق التي يسكنها أسرة آل فخرو أنا ءال فخرو وكل شئ صحيح ونتواجد أيضا في الشام وماردين ولبنان

استقر آل فخروه في قطر والبحرين خلال القرن السابع عشر، إثر اضطرارهم للانتقال من نجد، وذلك بسبب القحط الشديد وأحوال المنطقة في تلك الأزمنة ، مروراً بالعراق ثم إلى الشط ، وأخيرا إلى قطر والبحرين حيث نزلوا في قطر بمنطقة نزوه المندثره حاليا وتمبك والظعاين وجزيرة حوار وقاموا بحفر وبناء العين المشهورة في الجزيرة منذ ثلاثة قرون، وتوزعوا على الخور والوكرة والجسرة والدوحة، بالإضافة إلى السعودية، والكويت، والإمارات العربية المتحدة.
كما كان لآل فخروه تجارة واسعة بين قطر والبحرين والقطيف ودارين والكويت والبصرة وبر فارس ومسقط وبومبي، مما ذاع صيتهم كتجار لؤلؤ وأسلحة وغير ذلك، وجعل بعض المناطق في الخليج ضمن دائرة احتكارهم التجاري.
ومن آل فخروه في قطر النوخذة محمد آل فخروه والذي قام ببناء العين وراء جزيرة حوار قبل ثلاثمائة عام. 

## نبذة عنهم
تعتبر أسرة آل فخروه من الأسر الكبيرة معروفة بـ«أهل العلم والتجارة» وذات وجاهة ومكانة، كما تحظى باحترام وتقدير الحكّام وسائر القبائل والعائلات، وهم عربٌ حنابلة من أهل السُنة والجماعة. لقد لعب بعض وجهائها دوراً كبيراً في الحياة السياسية والاقتصادية والاجتماعية، تاركين بصمات واضحة لهم وارتبطوا بعلاقات وثيقة وحميمة مع الأسر الحاكمة في كلٍ من قطر والبحرين والسعودية والإمارات العربية المتحدة. ينتسب آل فخروه إلى بني تميم وقد جاء ذكرهم في «دليل الخليج» القسم الجغرافي والذي ألفّه 
لوريمر، كما أن لآل فخروه مسجداً كبيراً وقديماً في الدمّام بالمملكة العربية السعودية يسمى «مسجد الحنابلة»، عمره أكثر من مئة وعشرين عاما.

## التاريخ السياسي
شارك آل فخروه في العديد من الحروب في شبه جزيرة قطر، مثل الطويلة ودامسة والزبارة، ولكن لم يُذكر لهم معركة خاصة بهم. إلا في دليل الخليج، حيث يذكُر المؤرخ ج. ج. لوريمر بأنهم قد قاموا بعملية انتقامية بعد مقتل أحد أبنائهم، والذي كان مُرسلاً من طرفهم لشراء البضائع من منطقة في فارس تسمى كشكنار، إلا أن سفينتهم تم قرصنتها من قبل أهل المنطقة كما قتلوا ابنهم وسلبوه مبلغ ثمانمائة روبّية هنديّة (العملة المستخدمة في قطر آنذاك).وعندما علموا بذلك، قاموا بتجهيز حملة وغزوا منطقة ناجبند في كشكنار، حيث قتلوا عشرين شخصاً من سكانها عدا من جُرح منهم، كما استولوا على بعض المتاع والمبالغ المالية التي بلغت سبعة آلاف غران. وعند عودتهم نزلوا بمنطقة الوكرة، ورصدوا بعدها بأسبوع سفينة فارسية أخرى، وأغاروا عليها في عملية انتقامية أخرى كانت نتيجتها أن قتلوا عشرة من البحارة وجرحوا عشرة آخرين.
وقد ساهم آل فخروه في بناء أسس الدولة الحديثة في قطر والبحرين والمملكة العربية السعودية، وكان كثير منهم صنّاع ومستشاري القرارات السياسية فالوجيه المُكرَّم عبد الرحمن بن عبد الله الحسن آل فخرو -والد يوسف ين عبد الرحمن- كان يموّل الحامية العثمانية الموجودة بالبصرة لمدة عامٍ كامل. وأعلام بارزة مثل يوسف بن عبد الرحمن وأبناءه في البحرين وعبد الله بن درويش في قطر، الذي ساهم في ستينيات القرن الماضي ببناء ديوان إمارة الشرقية بالمملكة العربية السعودية بالشكل المعماري الحديث السابق لعصره في ذلك الوقت.
عرفت بتاريخها الطويل وأفرادها اتجهوا للعلم والتجارة، فمنهم محمد بن عبد الرحمن الحسن آل فخرو والذي لُقبّ بنص الدنيا لسعةِ علمه ومعرفته، ومنهم أيضاً الوجيه المُكرَّم عبد الرحمن بن عبد الله الحسن آل فخرو والذي كان يموّل الحامية العثمانية الموجودة بالبصرة لمدة عامٍ كامل.
اتخذ آل فخروه المهن المُرتبطة بحياة البحر مهناً خاصةً بهم، وذلك لكونهم تجاراً وعاشوا حياتهم على السواحل بقطر والبحرين والمنطقة الشرقية والكويت. وإن من آل فخروه (مُلاًّك السفن) ومنهم (طواويش) و (نواخذة)، حيث ازدهرت تجارتهم ونمت لوجود تجارةٍ بحريةٍ متبادلة ما بين أقطار الخليج والهند وافريقيا.

## الفخائذ
- آل حسن
- آل عبيدان
- آل عثمان
- آل قاسم [10]